# Katrina Kaif
Katrina Kaif (născută Katrina Turquotte, în data de 16 iulie 1983) este o actriță și model britanic-indian care joacă în filmele indiene. Ea a mai apărut și în filme Telugu și Malayalam. Fiind un cetățean britanic, ea lucrează în India cu o viză de muncă.
Kaif a debutat în anul 2003 cu rolul Rina Kaif/Popdi Chinchpokli în Boom. Apoi au urmat multe filme care au avut parte de un mare succes printre care putem numi: Namastey London, Partner, Race, Singh Is Kinng, New York, Raajneeti, Zindagi Na Milegi Dobara, Ek Tha Tiger și Jab Tak Hai Jaan. Chiar dacă mulți o critică că nu știe să vorbească bine limba hindi și că nu joacă bine ea a ajuns să aibă foarte mare succes în industria filmului indian și acum ea este printre cele mai bune actrițe de la Bollywood.

## Viață personală
Katrina Kaif s-a născut în 16 iulie 1983 la Hong Kong, fiica lui Mohammed Kaif un musulman și o britanică Suzzane. Mama ei a fost un avocat care a absolvit la Harvard, dar care mai târziu s-a implicat în muncă de caritate. Parinții ei au divorțat cand ea era foarte tânără. Ea mai are încă șapte frați. Katrina a copilărit în Hawaii dar mai târziu se muta la mama ei în țara de origine Anglia. Katrina a studiat în diferite țări. Din cauză că mama ei a lucrat în domeniul NGO au trebuit să călătorească în mai multe țări printre care: Hong Kong, Hawaii, Franța, Germania, China și Japonia. Mulți oameni nu știu că ea a studiat ingineria în Londra la vârsta de 17 ani, dar ea nu era interesată în acest domeniu. În schimb, ea voia sa fie in domeniul modelării și a vieții artistice. Într-un interviu pentru Times Of India, ea a spus că a venit în India la vârsta de 17 ani pentru a face o carieră.

## Filmografie
| Anul | Film                       | Rol                         | Notă                                                            |
| ---- | -------------------------- | --------------------------- | --------------------------------------------------------------- |
| 2003 | Boom                       | Rina Kaif/Popdi Chinchpokli |                                                                 |
| 2004 | Malliswari                 | Princess Malliswari         | Telugu film                                                     |
| 2005 | Sarkar                     | Pooja                       |                                                                 |
| 2005 | Maine Pyaar Kyun Kiya      | Sonia                       |                                                                 |
| 2005 | Allari Pidugu              | Shwetha                     | Telugu film                                                     |
| 2006 | Hum Ko Deewana Kar Gaye    | Jia A. Yashvardhan          |                                                                 |
| 2006 | Balram vs. Taradas         | Supriya                     | Malayalam film                                                  |
| 2007 | Namastey London            | Jasmeet "Jazz" Malhotra     |                                                                 |
| 2007 | Apne                       | Nandini Sarabhai            |                                                                 |
| 2007 | Partner                    | Priya Jaisingh              |                                                                 |
| 2007 | Welcome                    | Sanjana Shetty              |                                                                 |
| 2008 | Race                       | Sophia                      |                                                                 |
| 2008 | Singh Is Kinng             | Sonia Singh                 |                                                                 |
| 2008 | Hello                      | Povestitor                  | Camee                                                           |
| 2008 | Yuvvraaj                   | Anushka Banton              |                                                                 |
| 2009 | New York                   | Maya Shaikh                 | Premiul Filmfare pentru cea mai bună actriță - Nominalizată     |
| 2009 | Blue                       | Nikki                       | Camee                                                           |
| 2009 | Ajab Prem Ki Ghazab Kahani | Jennifer "Jenny" Pinto      |                                                                 |
| 2009 | De Dana Dan                | Anjali Kakkad               |                                                                 |
| 2010 | Raajneeti                  | Indu Sakseria/Pratap        |                                                                 |
| 2010 | Tees Maar Khan             | Anya Khan                   | De asemenea, un număr de element din melodia "Sheila Ki Jawani" |
| 2011 | Zindagi Na Milegi Dobara   | Laila                       |                                                                 |
| 2011 | Bodyguard                  | Ea însuși                   | Apariție specială în melodia "Bodyguard"                        |
| 2011 | Mere Brother Ki Dulhan     | Dimple Dixit                | Premiul Filmfare pentru cea mai buna actriță - Nominalizată     |
| 2012 | Agneepath                  | Chikni Chameli              | Apariție specială în melodia "Chikni Chameli"                   |
| 2012 | Ek Tha Tiger               | Zoya                        |                                                                 |
| 2012 | Jab Tak Hai Jaan           | Meera Thapar                |                                                                 |
| 2013 | Main Krishna Hoon          | Radha                       | Camee                                                           |
| 2013 | Bombay Talkies             | Ea însuși                   |                                                                 |
| 2013 | Dhoom 3                    | Aaliya                      |                                                                 |
| 2014 | Bang Bang                  | Harleen Sahni               |                                                                 |

1. ↑  Salman Khan wishes Katrina Kaif on birthday with adorable picture and heartfelt note (în engleză), accesat în 10 iunie 2023
2. ↑  CONOR.SI[*] Verificați valoarea |titlelink= (ajutor)